# NGC 1706
NGC 1706 ist eine Spiralgalaxie vom Hubble-Typ Sab im Sternbild Dorado am Südsternhimmel. Sie ist schätzungsweise 210 Millionen Lichtjahre von der Milchstraße entfernt und hat einen Durchmesser von etwa 90.000 Lichtjahren. Gemeinsam mit NGC 1771 und PGC 16670 bildet sie die kleine Galaxiengruppe LGG 125.
Das Objekt wurde von dem britischen Astronomen John Herschel am 25. Dezember 1837 mithilfe seines 18,7-Zoll-Spiegelteleskops entdeckt.

## NGC 1706-Gruppe (LGG 125)
| Galaxie   | Alternativname | Entfernung / Mio. Lj |
| --------- | -------------- | -------------------- |
| PGC 16670 | ESO 85-038     | 208                  |
| NGC 1771  | PGC 16472      | 215                  |
| NGC 1706  | PGC 16220      | 210                  |